# 12º Reggimento bersaglieri
Il 12º Reggimento bersaglieri è stata un'unità militare del Regio Esercito e dell'Esercito Italiano.

## Storia
Le sue origini risalgono al 16 settembre 1883, quando fu costituito in Verona dai Reggimenti 6°, 8° e 10° che per la sua formazione cedettero quattro battaglioni che avevano partecipato alla campagna del 1860-1861 e alla liberazione del Veneto del 1866 nella quale si distinse il XXIII a Castel di Borgo guadagnando una Medaglia d'argento al valor militare. Alla gloriosa tradizione dei battaglioni di origine aggiunse il concorso alia formazione di reparti per la guerra di Abissinia del 1895-1896 e per la guerra italo-turca del 1911-1912 che portò alla conquista della Libia.
Nel corso della prima guerra mondiale ha meritato una Medaglia di bronzo ed una seconda medaglia d'argento al valor militare per i combattimenti sostenuti sul Mrzli e sullo Sleme, ed infine una Medaglia d'oro al valor militare per i combattimenti sul Piave.
Sciolto alla fine della prima guerra mondiale il reggimento venne ricostituito nel 1923 e per effetto della circolare ministeriale n° 3760 del 7 luglio 1924 viene interamente trasformato in reggimento bersaglieri ciclisti rimanendo articolato su due battaglioni e con il battaglione quadro soppresso. Con la legge 11 marzo 1926 n° 396, sul riordinamento del Regio Esercito, il Reggimento viene costituito su Comando, Deposito e due Battaglioni, il XXI e XXIII.
Il reggimento ha preso parte nel 1935-1936 alla guerra italo-etiopica fornendo 10 ufficiali a reparti ed enti mobilitati.
Nel 1939, un battaglione del Reggimento fu impegnato nelle operazioni per l'occupazione dell'Albania.

### Nella seconda guerra mondiale
All'entrata in guerra dell'Italia nel secondo conflitto mondiale Il reggimento era composto dal XXI Battaglione motociclisti e dai battaglioni XXIII e XXXVI autotrasportati dislocati sul fronte occidentale nella zona di Aosta, ma non prese parte ad alcuna operazione per il sopraggiungere dell'armistizio con la Francia.
Nell'aprile del 1941, il reggimento venne trasferito in Jugoslavia alle dipendenze della Divisione corazzata "Littorio", ma dal 3 maggio fece rientro in Italia e dal giorno successivo dislocato in Liguria e in Emilia. Nel mese di dicembre, il Reggimento fece ritorno in Jugoslavia per circa un mese con compiti di esplorazione e ricognizione sul fronte della Divisione corazzata "Littorio" sulla direttrice Otac-Kunia, a Pagane, a Karlovac, a Mostar e a Sivok Brijga.
Nel gennaio 1942 il reggimento fece rientro in Italia per raggiungere a scaglioni i porti di Taranto e Napoli in vista del suo trasferimento sul fronte dell'Africa Settentrionale. Durante il viaggio, la motonave "Victoria" che trasportava il XXXVI Battaglione venne silurata e nel naufragio si salvarono solo alcuni ufficiali e 200 bersaglieri. Giunto in Africa, il Reggimento, dopo un periodo di inquadramento della Divisione "Ariete", tornò alle dipendenze della Divisione "Littorio". Il 20 giugno il Reggimento, dopo essere passato per Tripoli ed Agedabia, venne schierato ad est di el Adem. A Sidi Rezegh e Trigh Capuzzo, il reggimento respinse l'attacco di una brigata indiana che intendeva raggiungere Tobruk per ricongiungersi con le truppe inglesi. Dopo questo successo, il Reggimento si spinse in avanti puntando su Marsa Matruh dove si attestò a caposaldo. Ripresa la marcia, il Reggimento raggiunse e occupò il 29 giugno Sidi Hamrisc e il giorno dopo proseguì la sua avanzata in direzione di el Alamein ridotto ormai ad un migliaio di uomini. Il 23 ottobre a seguito della grande offensiva inglese, il Reggimento iniziò un estenuante ciclo di battaglie di retroguardia per ritardare l'avanzata avversaria. Il 12 novembre, in ritirata, raggiunge Tripoli e venne sciolto l'8 dicembre 1942 con pochissimi superstiti che passarono passati alle dipendenze del ricostituito 7º Reggimento e continuarono la lotta in Tunisia.
Tra il 1939 e il 1943 al comando del reggimento si alternarono i colonnelli Silvio Belluzzi, Arturo Benigni, Vincenzo Vittoria e Gaetano Amoroso.

### 23º Battaglione bersaglieri "Castel di Borgo"
Il 24 maggio 1961 il I battaglione bersaglieri, ceduto al 182º Reggimento fanteria corazzato "Garibaldi", con sede a Sacile, cambiò il numerico in XXIII battaglione, che il 1º marzo 1964 avrebbe poi assunto la denominazione di XI Battaglione bersaglieri ereditando le tradizioni dell'XI battaglione bersaglieri ciclisti dell'11º Reggimento bersaglieri nella sede di Sacile e nella stessa data venne ricostituito il 32º Reggimento carri della Divisione corazzata "Ariete", che ai due battaglioni carri del reggimento, che assunsero la denominazione di III e V battaglione carri, equipaggiati con carri M47 Patton, venne affiancato un battaglione bersaglieri meccanizzato, il XXIII Battaglione bersaglieri, con sede a Tauriano, equipaggiato con VTT M113.
Il 30 settembre 1975, nel quadro del processo di ristrutturazione dell'Esercito Italiano, che aboliva il livello reggimentale, il 32º Reggimento carri venne sciolto dando origine alla 32ª Brigata corazzata "Mameli", nella quale vennero inquadrati i battaglioni prima appartenenti al reggimento divenuti autonomi e il 1º ottobre 1975, a Tauriano di Spilimbergo in provincia di Pordenone venne costituito dal XXIII Battaglione bersaglieri il 23º Battaglione bersaglieri "Castel di Borgo" al quale venne assegnata bandiera, ereditando le tradizioni del 12º Reggimento. Nel 1980-1981 ha partecipato alle operazioni di soccorso alle pololazioni terremotate dell'irpinia.
Dall'ottobre 1983 al gennaio 1984 il battaglione ha preso parte alla Missione di Pace in Libano. Dal 1º Aprile 1991 il battaglione è passato alle dipendenze della Brigata corazzata "Ariete" per essere poi ridislocato il 31 marzo del 1992 dalla sede di Tauriano in Sicilia, con base a Trapani, dove è operativo dall'11 maggio, alle dipendenze della Brigata meccanizzata "Aosta".

### Ricostituzione e sostituzione
Il 2 settembre 1992 il 12º Reggimento bersaglieri venne ricostituito alle dipendenze della brigata "Aosta" a Trapani, nella Caserma "Luigi Giannettino", inquadrando alle sue dipendenze il 23º Battaglione bersaglieri "Castel di Borgo". Tra il 1992 e il 1998 il reggimento è stato impiegato nell'operazione Vespri siciliani, e responsabile operativo dei reparti dislocati nella provincia di Trapani.
Nel gennaio 2005, con la professionalizzazione delle forze armate, il reggimento viene soppresso e sostituito nella sede dal ricostituito 6º Reggimento bersaglieri.
Ultimo comandante è stato il colonnello Paolo Leotta.

## Organizzazione
Al momento dello scioglimento era così costituito:
- Comando di reggimento
- 23º Battaglione bersaglieri "Castel di Borgo"

## Onorificenze
Nella sua storia il 12º Reggimento bersaglieri ha meritato le seguenti onorificenze alla bandiera di guerra:

## Stemma
Corona turrita.
Onorificenza: accollata alla punta dello scudo con l'insegna dell'Ordine Militare d'Italia pendente al centro del nastro con i colori della stessa.
Nastri rappresentativi delle ricompense al Valore: una Medaglia d'Oro al Valor Militare, due Medaglie d'Argento al Valor Militare, una Medaglia d'Argento al Valor dell'Esercito, due Medaglie di Bronzo al Valor Militare, sono annodate nella parte centrale non visibile della corona turrita, scendenti svolazzanti in sbarra ed in banda dal punto predetto, passando dietro la parte superiore dello scudo.
Sintesi della blasonatura
Scudo di forma Sannitica.
La prima partizione è dedicata a Castel di Borgo, località della Valsugana ove il XXIII btg. Ha meritato una M.A.V. M. nel 1866.
La seconda partizione è riservata alla partecipazione del reggimento alla Guerra 1940-43. Nella parte superiore le stelle alpine simboleggiano il fronte alpino occidentale, nella parte inferiore il silfio ricorda le operazioni in Africa Settentrionale. Il color porpora della "burella" è il colore tradizione della specialità.
La terza partizione è riferita alla Grande Guerra: in particolare vi sono rappresentati il fiume Isonzo, sulle cui rive i bersaglieri del reggimento meritarono una M.A.V.M. e una M.B.V.M., e i monti che sovrastano lo stesso fiume, teatro di gloriose imprese.
Il capo d'oro simboleggia la massima ricompensa al V.M. meritata dal XXIII Reparto d'Assalto (le cui tradizioni sono state affidate al reggimento) come testimonia il gladio riportato nel quartier franco.
Lo smalto d'azzurro è simbolo d'amor di Patria e lealtà, quello d'argento è, simbolo di concordia.

## Insegne e simboli
- Il Reggimento indossa il fregio dei Bersaglieri in metallo di colore oro: bomba da granatiere con fiamma a sette lingue, cornetta da cacciatore e due carabine intrecciate. A differenza dei trofei delle altre armi, dove la fiamma sale dritta, quella del Bersagliere è inclinata, fuggente, quasi a rappresentare la corsa, l'assalto… la vita e la generosità.
- Le mostrine del reggimento sono le fiamme a due punte di colore cremisi; alla base della mostrina si trova la stella argentata a 5 punte bordata di nero, simbolo delle forze armate italiane

## Motto del reggimento
"Victoria Nobis Vita"

## Festa del reggimento
- La festa del reggimento come per tutti i reggimenti bersaglieri, cade il 18 giugno, anniversario della costituzione della specialità (1836).